# Marcus Henderson
Pour les articles homonymes, voir Henderson.
Marcus Henderson, né le 13 septembre 1987 à Saint-Louis, est un acteur américain. Il est surtout connu pour son rôle de Walter dans le film Get Out.

## Biographie
Henderson est né à Saint-Louis. Ses parents sont Leon et Barbara Henderson. Il fréquente l'université d'État de l'Alabama grâce à une bourse de football et est membre de l'association étudiante (fraternité) Phi Beta Sigma. Pendant ses études, il assiste à un one-man-show présenté par Charles S. Dutton, ce qui lui permet d'avoir son premier rôle professionnel en tant que figurant non crédité dans le film Honeydripper. Dutton écrit à Henderson une lettre de recommandation pour l'école de théâtre de l'université Yale, où Henderson obtient son diplôme en 2011,,,.
Henderson déclare que le théâtre est « son premier amour »,. Il joue des pièces de Shakespeare à la fois à Yale et à la California Shakespeare Company,. Le premier rôle de Henderson dans un grand film est celui du personnage de Big Sid dans Django Unchained . En 2016, il incarne l'un des hommes de main dans Peter et Elliott le dragon. En 2017, il a un rôle secondaire dans le film Get Out et un rôle récurrent dans la série Snowfall. En 2019, Henderson apparaît dans Juanita et fait partie du casting de Tacoma FD.

### Vie personnelle
Henderson est marié. Il a une fille et un fils et vit à Los Angeles,.

## Filmographie
- 2007 : Honeydripper : homme dansant (non crédité)
- 2012 : Django Unchained : esclave enchaîné no 1
- 2014 : Whiplash : bassiste (JVC)
- 2014 : Bobo Noir : serveur
- 2014 : College Musical : hôte de Kingston
- 2015 : Woodlawn : Reggie Greene
- 2016 : Halfway (en) : Paulie
- 2016 : Peter et Elliott le dragon : Woodrow
- 2017 : Get Out : Walter
- 2017 : Snowfall : sergent Andre Wright
- 2018 : Insidious : La Dernière Clé : Détective Whitfield
- 2018 : Lemon Drop : Ted
- 2019 : Juanita : Randy
- 2019 : Tacoma FD : Granville « Granny » Smith